# Alcazar califal de Cordoue
Pour les articles homonymes, voir Alcazar de Cordoue (homonymie).
L’alcazar califal de Cordoue (en espagnol : alcázar califal de Córdoba), appelé localement « alcázar andalusí de Córdoba » en français : « alcazar andalou de Cordoue », ou encore « alcazar omeyade », est une ancienne forteresse médiévale construite dès le VIIIe siècle dans la ville de Cordoue, en Espagne, à l'époque omeyyade, pendant le califat de Cordoue. L'alcazar a été en grande partie détruit vers 1236 et remplacé au XIVe siècle par l'alcazar des rois chrétiens. Il en reste cependant quelques vestiges, principalement les bains califaux, datant du Xe siècle, transformés en musée au XXIe siècle.